# Trappistinnenabtei Humocaro
Die Trappistinnenabtei Humocaro, offizieller Name Monasterio Nuestra Señora de Coromoto, ist seit 1985 ein Kloster der Trappistinnen bei El Tocuyo, im Bundesstaat Lara, Erzbistum Barquisimeto, in Venezuela.

## Geschichte
Schwestern der italienischen Trappistinnenabtei Vitorchiano zogen 1978 aus, um in Venezuela ein Kloster zu gründen. Es dauerte bis 1985, bevor die Gründung vom Mutterkloster offiziell übernommen wurde. Das Kloster nannte sich Monasterio Trapense Nuestra Señora de Coromoto (nach dem in der Region liegenden Wallfahrtsort Unsere Liebe Frau von Coromoto). Gründungsbischof war Tulio Manuel Chirivella Varela. Das Kloster wurde 1991 zum Priorat und 1997 zur Abtei erhoben. Es liegt ca. 250 km vom Trappistenkloster Los Andes entfernt.
Oberinnen:
- Inés Simoni (1985–1991)
- Christiana Piccardo (1991–2002)
- Anamaría Montero (2002–2008)
- Paola Pavoletti (2008–2020)